# Rathaus (Dreisen)
Das Rathaus von Dreisen ist ein denkmalgeschütztes Gebäude.

## Architektur
Beim Rathaus handelt es sich um einen Krüppelwalmdachbau, der zwei Fachwerkgeschosse auf massivem Sockelgeschoss besitzt. Erbaut wurde es im Zeitraum von 1710 bis 1725; bezeichnet ist es 1711 und 1899.

## Betsaal
Von 1698 bis 1707 war Dreisen Sitz einer katholischen Pfarrei, der zusätzlich die Orte Bennhausen, Bolanden, Jakobsweiler (bis 1738), Standenbühl und Steinbach angehörten. Nachdem die Kirche in Dreisen 1707 als ganze den Reformierten zugeschlagen wurde, wurde der katholische Pfarrer vertrieben und die Pfarrei von Dreisen nach Weitersweiler verlegt. Mit dem Bau des Rathauses Anfang des 18. Jahrhunderts wurde in diesem für die Katholiken im ersten Stock ein Betsaal errichtet, der rechtlich den Status einer Kapelle besitzt; Dreisen selbst gehörte seitdem als Filiale zur Pfarrei St. Johannes Nepomuk in Göllheim. Seit 1. Januar 2016 fungiert die Kapelle als Filiale der Pfarrei Hl. Philipp der Einsiedler, die ihren Sitz in Göllheim hat.